# Marsippospermum
Marsippospermum, biljni rod iz porodice sitovki, dio reda travolike. 
To su trajnice sa četiri priznate vrste, tri iz juga Južne Amerike,  Čile,  Argentina i otoci Falkland i Antarktički otoci, te jedna vrsta na Novom Zelandu i otocima  Auckland; Campbell

## Vrste
1. Marsippospermum gracile (Hook.f.) Buchenau
2. Marsippospermum grandiflorum (L.f.) Hook.
3. Marsippospermum philippii (Buchenau) Hauman
4. Marsippospermum reichei Buchenau